# Panna (dopływ Waliszowskiej Wody)
Panna – rzeka górska w południowej Polsce w woj. dolnośląskim w Sudetach Wschodnich, na Wysoczyżnie Idzikowej.
Górska rzeka o długości około 3,3 km, prawy dopływ Waliszowskiej Wody, jest ciekiem IV rzędu należącym do dorzecza Odry, zlewiska Morza Bałtyckiego.

## Charakterystyka
Źródło rzeki położone jest w południowo-środkowej części pasma Krowiarek w miejscowości Nowy Waliszów na zachodnim zboczu wzniesienia Dzicza Góra, na wysokości ok. 495 m n.p.m. W części źródliskowej rzeka płynie szeroką doliną wśród zabudowań Nowego Waliszowa w kierunku północno-zachodnim. Niżej na poziomie 440 m n.p.m. u południowego podnóża wzniesienia Dzicza Góra rzeka skręca na południowy zachód i płynie zalesioną dobrze wykształconą V-kształtną w kierunku miejscowości Stary Waliszów do ujścia, gdzie na wysokości ok. 380 m n.p.m. w Starym Waliszowie, uchodzi do Waliszowskiej Wody. Koryto rzeki kamienisto-żwirowe słabo spękane i na ogół nieprzepuszczalne. Zasadniczy kierunek biegu rzeki jest południowo-zachodni. Jest to rzeka górska odwadniająca środkową część Wysoczyzny Idzikowskiej. Rzeka w górnym biegu częściowo uregulowana w środkowym i dolnym biegu płynie dziko. W większości swojego biegu płynie obok drogi, wśród terenów zabudowanych i lasów, brzegi w 75% zadrzewione, szerokość koryta do 3,5 m. a śr. głębokość 0,30 m., dno bez roślin. Rzeka charakteryzuje się dużymi nie wyrównanymi spadkami podłużnymi. Gwałtowne topnienie śniegu wiosną, a w okresach letnich wzmożone opady i ulewne deszcze, które należą w tym rejonie do częstych zjawisk sprawiają wezbrania wody i często przybierają groźne rozmiary, stwarzając zagrożenie powodziowe w dolnym biegu.
W przeszłości rzeka nosiła nazwę: niem. Pannewitz bach.

## Inne
W nielicznych publikacjach i opracowaniach rzeka wymieniana jest jako Waliszewska Panna lub Panewnica.

## Dopływy
kilka bezimiennych strumyków mających źródła na zboczach przyległych wzniesień.

## Miejscowości nad rzeką
Nowy Waliszów, Stary Waliszów